# Dziewięć opowiadań
Dziewięć opowiadań (ang. Nine Stories) – wydany w 1953 roku zbiór krótkich opowiadań pisarza J.D. Salingera.
Opowiadania zawarte w książce:
- "Idealny dzień na ryby"
- "Pan Kostek w Connecticut"
- "W przeddzień wojny z Eskimosami"
- "Człowiek Śmiechu"
- "Nad jeziorem"
- "Opowiadanie dla Esmé"
- "Śliczne usta moje i oczy zielone"
- "Niebieski okres de Daumier-Smitha"
- "Teddy"

## Wydania polskie
- Wyd. polskie 1964[potrzebny przypis]
- Wydawnictwo ISKRY, 1997[1]
- Wydawnictwo Albatros, 2019[2]